# 800 de leghe pe Amazoane
800 de leghe pe Amazoane (titlul original: în spaniolă 800 leguas por el Amazonas) este un film dramatic de aventuri mexican, realizat în 1959 de regizorul Emilio Gómez Muriel, după romanul 800 de leghe pe Amazon a scriitorului Jules Verne, protagoniști fiind actorii Carlos López Moctezuma, Rafael Bertrand, Elvira Quintana, Enrique Aguilar.

## Conținut
Joao, un proprietar de terenuri peruane, trebuie să meargă la Belém, în Brazilia, pentru obținerea conform tradiției, a binecuvântării mamei sale în vederea căsătoriei fiicei sale Minha cu Manuel. El îi spune soției sale că nu va merge fără să lămurească ceva din trecutul său care îl împiedică să se întoarcă în acel loc. După rugămințile soției sale, Yaquila, este de acord să ia în călătoria plină de aventuri pe Amazon pe Antonio, care pare să știe de partea întunecată a trecutului său. Odată sosiți, Antonio îl trădează, iar Joao este arestat pentru o crimă pe care nu a comis-o...

## Distribuție
- Carlos López Moctezuma – Joao
- Rafael Bertrand – Torres
- Elvira Quintana – Minha
- Raúl Farell – Benito
- María Duval – Lina
- Beatriz Aguirre – Yaquita
- Federico Curiel – Fragoso(as Federico Curiel 'Pichirilo')
- Enrique Aguilar – Manuel
- Hortensia Santoveña – Cibela
- Wilson Vianna – pilotul
- Nicolás Rodríguez – părintele Passhana
- Antonio Raxel – Juez Jarriquez
- Armando Gutiérrez – Ortega
- Pilar Souza – Lorenza
- Genaro de Alba – oficialul
- Enrique Díaz Indiano – Alcalde
- Ángel Merino – Oliveira
- Los Cuatro Hermanos Silva – ei înșiși
- Antonio Prieto – el însuși
- Rigual – ei înșiși (Trio de los Hermanos Rigual)

## Melodii din film
- Nube Gris compusă de Eduardo Márquez Talledo, interpretată de Antonio Prieto
- La Flor de la Canela de Chabuca Granda
- Recuerdo de Ypacarai de Demetrio Ortiz și Zulema de Mirkin
- Quisiera Ser de Mario Clavell (ca Miguel Mario Clavell 'Poupee')
- Coplas de Federico Curiel
- Rio Abajo de Donato Román Heitman (ca Donato Roman H.)
- Mulata de Roberto Nievas Blanco

## Literatură
- Verne, Jules. 800 de leghe pe Amazon. Tradus de Paula Găzdaru. București, 1974: Editura Ion Creangă, Colecția "Biblioteca pentru toți copiii" nr. 34. p. 292.